# Annika Mehorn
Annika Mehorn (Kassel, Alemania, 5 de agosto de 1986) es una nadadora alemana especializada en pruebas de estilo mariposa, donde consiguió ser medallista de bronce mundial en 2009 en los 4 x 100 metros estilos.

## Carrera deportiva
En el Campeonato Mundial de Natación de 2005 celebrado en Montreal ganó el bronce en los 4 x 100 metros estilos, nadando el largo de mariposa, tras Australia y Estados Unidos (plata); cuatro años después, en el Campeonato Mundial de Natación de 2009 celebrado en Roma ganó la medalla de bronce en los relevos de 4 x 100 metros estilos, nadando el largo de mariposa, con un tiempo de 3:55.79 segundos, tras China (oro con 3:52.19 segundos que fue récord del mundo) y Australia (plata con 3:52.58 segundos).